# Список сыновей Абдул-Азиза ибн Абдуррахмана Аль Сауда
Список сыновей Абдул-Азиза ибн Абдуррахмана Аль Сауда  (1875—1953) — основателя и первого короля Саудовской Аравии, в 1902—1926 годах — эмира государства Неджд, позже, до 1932 года, короля государства Хиджаз, Неджд и присоединённые земли.
Король Абдул-Азиз ибн Абдуррахман Аль Сауд имел от 19 своих жён 45 законных сыновей (которые рождались с 1900 по 1952; его старший сын принц Турки (1900—1919), а младший — принц Джулуви (II) (р. и ум. 1952)). Из них выжило 36 сыновей, шесть из которых стали королями Саудовской Аравии (Сауд, Фейсал, Халид, Фахд, Абдалла и Салман). Многие из его выживших сыновей играли большую роль в политической и экономической жизни Саудовской Аравии (принц Мухаммад — бизнесмен; принц Абдул-Мухсин — министр внутренних дел Саудовской Аравии; принц Фавваз — эмир Мекки и Эр-Рияда и другие).

## Список
| №   | Имя                                  | Портрет | Мать                                           | Даты жизни                                          | Примечания |
| --- | ------------------------------------ | ------- | ---------------------------------------------- | --------------------------------------------------- | --- |
| 1.  | Турки ибн Абдул-Азиз Аль Сауд        |         | Вадхах бинт Мохаммед Аль-Акаб                  | 8 февраля 1900—1919                                 | Наследный принц Неджда (1902—1919), умер от эпидемии гриппа |
| 2.  | Сауд ибн Абдул-Азиз Аль Сауд         |         | Вадхах бинт Мохаммед Аль Акаб                  | 15 января 1902 — 23 февраля 1969                    | Наследный принц Саудовской Аравии (1933—1953), Король Саудовской Аравии (9 ноября 1953 — 2 ноября 1964), премьер-министр Саудовской Аравии (9 октября 1953 года — 16 августа 1954 года; 21 декабря 1960 года — 31 октября 1962 года)                      |
| 3.  | Халид (І) ибн Абдул-Азиз Аль Сауд    |         | Тарфах бинт Абдуллах Аль-Шекери                | 1903—1904                                           | |
| 4.  | Фейсал ибн Абдул-Азиз Аль Сауд       |         | Тарфах бинт Абдуллах Аль-Шекери                | 14 апреля 1906 — 25 марта 1975                      | Эмир Мекки (1925—1958), Наследный принц Саудовской Аравии (9 ноября 1953—2 ноября 1964), министр иностранных дел Саудовской Аравии (1930—1960; 1962 — 25 марта 1975), король Саудовской Аравии (2 ноября 1964 — 25 марта 1975)                            |
| 5.  | Фахд (I) ибн Абдул-Азиз Аль Сауд     |         | Лулуа бинт Салих аль-Дакхиль                   | 1906—1919                                           | |
| 6.  | Мухаммад ибн Абдул-Азиз Аль Сауд     |         | Аль-Джавхара бинт Мусаид аль-Джулуви           | 4 марта 1910 — 25 ноября 1988                       | Эмир Медины (1924—1967), наследный принц Саудовской Аравии (2 ноября 1964 — 29 марта 1965) |
| 7.  | Нассер ибн Абдул-Азиз Аль Сауд       |         | Базза (І)                                      | 1911 или 1913 или 1921 — 15 сентября 1984           | Эмир Эр-Рияда (1938—1951) |
| 8.  | Халид (II) ибн Абдул-Азиз Аль Сауд   |         | Аль-Джавхара бинт Мусаид аль-Джулуви           | 13 февраля 1913 — 13 июня 1982                      | Наследный принц Саудовской Аравии (1965—1975), король Саудовской Аравии (25 марта 1975 — 13 июня 1982) |
| 9.  | Саад (I) ибн Абдул-Азиз Аль Сауд     |         | Тарфах бинт Абдуллах Аль-Шекери                | 1914—1919                                           | |
| 10. | Саад (II) ибн Абдул-Азиз Аль Сауд    |         | Джавхара бинт Саад бин Абдул Мухсин ас-Судайри | 15 декабря 1915 — 23 июля 1993                      | Эмир Асира (1940—1960), заместитель министра внутренних дел по вопросам безопасности (1960—1987) |
| 11. | Мансур ибн Абдул-Азиз Аль Сауд       |         | Шахида                                         | 1921 — 2 мая 1951                                   | Министр обороны Саудовской Аравии (10 ноября 1943 — 2 мая 1951) |
| 12. | Фахд (II) ибн Абдул-Азиз Аль Сауд    |         | Хасса бинт Ахмад ас-Судайри                    | 16 марта 1921 — 1 августа 2005                      | Министр просвещения (1953—1962), министр внутренних дел Саудовской Аравии (1962—1975), наследный принц Саудовской Аравии (1975—1982), король Саудовской Аравии (13 июня 1982 — 1 августа 2005)                                                            |
| 13. | Бандар ибн Абдул-Азиз Аль Сауд       |         | Базза (ІІ)                                     | 1923 — 28 июля 2019                                 | В 1982 году принц был исключён из линии престолонаследования взамен на денежную компенсацию. Единственной государственной должностью, которую он занимал была должность генерального директора министерства внутренних дел.                               |
| 14. | Мусаид ибн Абдул-Азиз Аль Сауд       |         | Джавхара бинт Саад бин Абдул-Мухсин ас-Судайри | 26 июня 1923 — 19 августа 2013                      | Не занимал каких—либо значительных административных должностей |
| 15. | Абдалла ибн Абдул-Азиз Аль Сауд      |         | Фахда бинт Аси аш-Шурейм                       | 1 августа 1924 — 23 января 2015                     | Мэр Мекки (1961—1963), командующий Национальной гвардией (1963—17 ноября 2010), Наследный принц Саудовской Аравии (1982—2005), король Саудовской Аравии (1 августа 2005 — 23 января 2015)                                                                 |
| 16. | Таляль (І) ибн Абдул-Азиз Аль Сауд   |         | Мунаийир                                       | 1924—1927                                           | |
| 17. | Абдул-Мусин ибн Абдул-Азиз Аль Сауд  |         | Джавхара бинт Саад ас-Судайри                  | 1925 — 10 мая 1985                                  | Министр внутренних дел Саудовской Аравии (1960—1961), эмир Медины (1965—1984) |
| 18. | Мишааль ибн Абдул-Азиз Аль Сауд      |         | Шахида                                         | 5 сентября 1926 — 3 мая 2017                        | Заместитель министра обороны (1943—1951), министр обороны Саудовской Аравии (1951—1953), эмир Мекки (1963—1971), председатель Совета Верности (2007—2017)                                                                                                 |
| 19. | Султан ибн Абдул-Азиз Аль Сауд       |         | Хасса бинт Ахмад ас-Судайри                    | 30 декабря 1930 или 5 января 1931 — 22 октября 2011 | Эмир Эр-Рияда (1947—1952), министр сельского хозяйства (1953—1955), министр транспорта (1955—1962), министр обороны и авиации Саудовской Аравии (22 октября 1963 — 22 октября 2011), наследный принц Саудовской Аравии (1 августа 2005 — 22 октября 2011) |
| 20. | Абдуррахман ибн Абдул-Азиз Аль Сауд  |         | Хасса бинт Ахмад ас-Судайри                    | 1931 — 13 июля 2017                                 | Заместитель министра обороны и авиации Саудовской Аравии (1978 — 5 ноября 2011) |
| 21. | Бадр (І) ибн Абдул-Азиз Аль Сауд     |         | Хайа бинт Саад ас-Судайри                      | 1931—1932                                           | |
| 22. | Мутаиб ибн Абдул-Азиз Аль Сауд       |         | Шахида                                         | 1931 — 2 декабря 2019                               | Заместитель министра обороны (1951—1956), эмир Мекки (1958—1961), министр социальной политики Саудовской Аравии (1975—1980), министр сельского хозяйства Саудовской Аравии (1980—2009)                                                                    |
| 23. | Таляль (ІІ) ибн Абдул-Азиз Аль Сауд  |         | Мунаийир                                       | 15 августа 1931—22 декабря 2018                     | Министр связи Саудавской Аравии (1952—1955), министр финансов Саудовской Аравии (1960 — сентябрь 1961) |
| 24. | Навваф ибн Абдул-Азиз Аль Сауд       |         | Мунаийир                                       | 16 августа 1932 — 29 сентября 2015                  | Министр финансов и национальной экономики Саудовской Аравии (1968—1975), генеральный директор Службы общей разведки (1 сентября 2001 — 26 января 2005) |
| 25. | Бадр (ІІ) ибн Абдул-Азиз Аль Сауд    |         | Хайа бинт Саад ас-Судайри                      | 1932 — 1 апреля 2013                                | Министр транспорта Саудовской Аравии (1960—1962), министр связи Саудовской Аравии (1961—1962), заместитель командующего национальной гвардии Саудовской Аравии (1967—2010)                                                                                |
| 26. | Мишари ибн Абдул-Азиз Аль Сауд       |         | Башра                                          | 1932 — 23 мая 2000                                  | Убил британского вице-консула Сирила Усмана в 1951 году. Мишари был приговорен к пожизненному заключению и помещен в тюрьму, но был освобожден во время правления короля Сауда, первый пилот Саудовской Аравии                                            |
| 27. | Наиф ибн Абдул-Азиз Аль Сауд         |         | Хасса бинт Ахмад ас-Судайри                    | 1933 или 1934 — 12 июня 2012                        | Эмир Эр-Рияда (1952—1955), министр внутренних дел Саудовской Аравии (1975 — 27 октября 2011), наследный принц Саудовской Аравии (27 октября 2011 — 12 июня 2012)                                                                                          |
| 28. | Турки II ибн Абдул-Азиз Аль Сауд     |         | Хасса бинт Ахмад ас-Судайри                    | 15 сентября 1934 — 12 ноября 2016                   | Заместитель министра обороны и авиации Саудовской Аравии (июль 1969—1978) |
| 29. | Фавваз ибн Абдул-Азиз Аль Сауд       |         | Базза (ІІ)                                     | 1934 — 19 июля 2008                                 | Эмир Эр-Рияда (1960—1961), эмир Мекки (1971—1980) |
| 30. | Салман ибн Абдул-Азиз Аль Сауд       |         | Хасса бинт Ахмад ас-Судайри                    | род. 31 декабря 1935                                | Эмир Эр-Рияда (февраль 1963—2011), министр обороны и авиации Саудовской Аравии (2011 — 29 января 2015), наследный принц Саудовской Аравии (2012—2015), король Саудовской Аравии и Хранитель 2 святынь (с 23 января 2015)                                  |
| 31. | Маджид (І) ибн Абдул-Азиз Аль Сауд   |         | Альях Факкер                                   | 1937—1938                                           | |
| 32. | Тамир ибн Абдул-Азиз Аль Сауд        |         | Нуф бинт Аль-Шалан                             | 1937 — 27 июня 1958                                 | Покончил с собой |
| 33. | Маджид (II) ибн Абдул-Азиз Аль Сауд  |         | Мухди                                          | 19 октября 1938 — 13 апреля 2003                    | Министр сельского хозяйства Саудовской Аравии (1975—1980), эмир Мекки (3 марта 1980—1999) |
| 34. | Абдул-Илах ибн Абдул-Азиз Аль Сауд   |         | Хайя бинт Саад ас-Судайри                      | род. 1939                                           | Эмир Эль-Касима (март 1980 — март 1992), эмир Эль-Джауфа (1998—2001), советник королей Абдаллы (2005—2015) и Салмана ( с 2015) |
| 35. | Мамдух ибн Абдул-Азиз Аль-Сауд       |         | Нуф бинт Навваф аль-Шалан                      | 1940 — 1 декабря 2023                               | Эмир Табука (1986—1987), директор саудовского Центра стратегических исследований (1994—2004) |
| 36. | Саттам ибн Абдул-Азиз Аль Сауд       |         | Мухди                                          | 21 января 1941 — 12 февраля 2013                    | Заместитель губернатора Эр-Рияда (1979 — 5 ноября 2011), Эмир Эр-Рияда (5 ноября 2011 — 12 февраля 2013) |
| 37. | Абдул-Салим ибн Абдул-Азиз Аль Сауд  |         | Альях Факкер                                   | 1941—1942                                           | |
| 38. | Абдул-Маджид ибн Абдул-Азиз Аль Сауд |         | Хайя бинт Саад Аль Судайри                     | 1942 — 5 мая 2007                                   | Эмир Табука (1980—1986), эмир Медины (1986—1990), эмир Мекки (1999—2007) |
| 39. | Ахмад ибн Абдул-Азиз Аль Сауд        |         | Хасса бинт Ахмад ас-Судайри                    | род. 5 сентября 1942                                | Заместитель эмира Мекки (1971—1975), заместитель министра внутренних дел Саудовской Аравии (1975—2012), министр внутренних дел Саудовской Аравии (18 июня — 5 ноября 2012)                                                                                |
| 40. | Машхур ибн Абдул-Азиз Аль Сауд       |         | Нуф бинт Аль-Шалан                             | род. 1942                                           | Тесть наследного принца Мухаммада ибн Салмана |
| 41. | Джилуви (І) ибн Абдул-Азиз Аль Сауд  |         | Альях Факкер                                   | 1942—1944                                           | |
| 42. | Хазлул ибн Абдул-Азиз Аль Сауд       |         | Шадия                                          | 1942 — 30 сентября 2012                             | Президент ФК Аль-Хиляль (1976—1978), (1978), (1982—1983) |
| 43. | Мукрин ибн Абдул-Азиз Аль Сауд       |         | Барака Аль-Ямания                              | род. 15 сентября 1945                               | Эмир Хаиля (1980—1999), эмир Медины (1999—2005), генеральный директор Службы общей разведки Саудовской Аравии (2005—2012), наследный принц Саудовской Аравии и заместитель председателя правительства (23 января — 29 апреля 2015)                        |
| 44. | Хамуд ибн Абдул-Азиз Аль Сауд        |         | Фатимах аль-Ямания                             | 1947 — 26 февраля 1994                              | Бизнесмен, не занимал никаких должностей |
| 45. | Джилуви (ІІ) ибн Абдул-Азиз Аль Сауд |         | Альях Факкер                                   | 1952—1952                                           | |

```
Сауд I ибн Мухаммад
 (1640—1726), эмир 
Эд-Диръия
 (ок. 1720 — 1726)
├─Сунайян, родоначальник ветви 
ас-Сунайян

│ └─Ибрахим
│   └─Сунайян
│     └─
Абдаллах II
 (?—1843), эмир 
Неджда
 (1841—1843)
├─Фархан, родоначальник ветви 
аль-Фархан

├─Мишари, родоначальник ветви 
аль-Мишари

│ └─Абд ар-Рахман
│   └─
Мишари II
 (1786—1834), наместник Манфухи (1825—1831), с 9 по 28 мая 1834 узурпировал власть в 
Неджде

└─
Мухаммад I
 (ок. 1710 — 1765), эмир 
Эд-Диръия
 (ок. 1726 — 1765)
  ├─
Абд аль-Азиз I
 (1720—1803), эмир 
Эд-Диръия
 (1765—1803)
  │ └─
Сауд II
 (1748—1814), эмир 
Эд-Диръия
 (1803—1814)
  │   ├─
Абдаллах I
 (1785—1818), эмир 
Эд-Диръия
 (1814—1818)
  │   ├─
Халид I
 (?—1861), эмир 
Неджда
 (1837—1841)
  │   ├─Мишари I (?—1820), эмир 
Эд-Диръия
 (1818—1821), назначен египтянами
  │   └─Фейсал (?—1819)
  ├─Фейсал
  ├─Сауд
  ├─Али
  └─Абдаллах (1725—1812)
    └─
Турки
 (1755—1834), эмир 
Неджда
 (1821—1834)
      ├─Фахд
      ├─Абдаллах, в августе—октябре 1871 узурпировал власть в 
Неджде

      ├─Джилюви (1819—1875), губернатор 
провинции Эль-Касим
 (1849—1854), родоначальник ветви 
аль-Джилюви

      └─
Фейсал I
 (1785—1865), эмир 
Неджда
 (1834—1837, 1843—1865)
        ├─
Абдаллах III
 (1831—1889), эмир 
Неджда
 (1865—1871, 1871—1873, 1876—1889)
        ├─
Сауд III
 (1833—1875), эмир 
Неджда
 (1871—1871, 1873—1875), родоначальник ветви 
аль-Сауд аль-Кабир

        ├─
Мухаммад II
 (1833—?), эмир 
Эр-Рияда
 (1891—1902)
        └─
Абд ар-Рахман
 (1850—1928), эмир 
Неджда
 (1875—1876, 1889—1891)
          
+Сарах
, дочь Ахмада 
ас-Судайри

          ├─
Мухаммад
 (1882—1943), губернатор 
провинции Мекка
 (1924—1925), подозревался в заговоре против короля в 1927
          │ ├─Халид (1904—1938), подозревался в заговоре против короля летом 1927 
          │ ├─Фахд (1904—?), губернатор округа 
Эль-Касим

          │ └─Бандар (1924—2020), бизнесмен
          └─
Абд аль-Азиз II
 (1875—1953), эмир 
Эр-Рияда
 (1902—1932), султан 
Неджда
 (с 1902—1926), падишах 
            
Неджда и Хиджаза
 (1926—1932), король 
Саудовской Аравии
 (1932—1953)
            
+
 1) Вадха бинт Мухаммад аль-Хаззам, 2) Тарфах бинт Абдаллах 
Аль аш-Шейх
,  
            │ 3) Джаухар бинт Мусаид 
аль-Джилюви
, 4) Базза I, 5) Джаухар бинт Саад бин Абдул-Мухсин 
ас-Судайри
, 
            │ 6) 
Хасса бинт Ахмад ас-Судайри
, 7) Шахида, 8) 
Фахда бинт аль-Аси аш-Шураим
, 9) Базза II, 
            │ 10) Хайа бинт Сa'aд 
ас-Судайри
, 11) Мунайир, 12) Мудхи, 13) Нуф бинт аш-Шалан, 
            │ 14) Барака аль-Йаманийах, 15) Фатима
            ├─1) 
Турки I
 (1900—1919), наследник престола (1902—1919), умер от 
испанки

            │   └─
Фейсал
 (1919—1968), министр внутренних дел (1961—1962)
            ├─1) 
Сауд (IV)
 (1902—1969), король 
Саудовской Аравии
 (1953—1964), отец 115-ти детей
            │   ├─
Мухаммад
 (1934-2012), губернатор провинции 
Эль-Баха
 (1987—2010)
            │   │ ├─Фейсал (р. 1951), заместитель губернатора Эль-Баха (1988—2011)
            │   │ ├─Халид
            │   │ └─Мишаал (р. 1956), бизнесмен и филантроп
            │   ├─
Мишари
 (р. 1954), губернатор провинции 
Эль-Баха
 в ранге министра (2010—2017)
            │   ├─
Мишааль
 (р. 1940), губернатор провинции 
Наджран
 (1996—2008)
            │   │ └─
Фейсал
 (р. 1959), заместитель эмира Эль-Касим (2006—2015), эмир Эль-Касим  (с 2015)
            │   ├─
Бадр
 (1934—2004), губернатор провинции 
Эр-Рияд
 (1963—1963)
            │   └─
Абдуррахман
 (1946—2004), «крёстный отец» и президент 
футбольного клуба Аль-Наср
 (1960—1969, 1975—1997, 2000—2005)
            │     ├─Халид
            │     ├─Абд аль-Азиз
            │     ├─Фейсал, президент ФК Ан-Наср (1997—2000), (2006—2009)
            │     ├─Мамдох, президент ФК Ан-Наср (2005—2006)
            │     ├─Сауд
            │     └─Фахад
            ├─2) 
Фейсал (II)
 (1906—1975), король 
Саудовской Аравии
 (1964—1975)
            │   
+
 1) Султана бин Ахмад бин Мухаммад 
ас-Судайри
, 2) 
Иффат ас-Сунайян
, 
            │   │   3) Хайа бинт Турки бин Абд аль-Азиз бин Абдаллах аль-Сауд 
            │   ├─1) 
Абдалла
 (1922—2007), министр здравоохранения (1949—1950), министр внутренних дел (1951—1959)
            │   │   ├─Халид (1941—1985), бизнесмен
            │   │   ├─Мухаммад (1943—2011), президент ФК «Аль-Ахли» (Джидда) (1982—1984)
            │   │   ├─Абдул-Рахман
            │   │   ├─Талал (ум.)
            │   │   ├─Сауд (1946—2020), офицер и бизнесмен 
            │   │   ├─Султан
            │   │   ├─Бандар (ум.)
            │   │   ├─Турки
            │   │   └─Фейсал
            │   ├─2) 
Мухаммад
 (1937—2017), заместитель министра сельского хозяйства, основатель и председатель DMI Trust и Faisal Islamic Bank Group
            │   │  
            │   ├─2) Бандар (1943—2015), лётчик и сотрудник министерства обороны
            │   ├─2) 
Сауд
 (Сауд аль-Фейсал) (1940—2015), министр иностранных дел (1975—2015)
            │   ├─2) 
Турки (Турки аль-Фейсал)
 (р. 1945), генеральный директор Разведывательной службы (
Al Mukhabarat Al A'amah
; 1977—2001), посол в США (2005—2007)
            │   │   
+
 Нуф бинт Фахд бин Халид аль-Сауд
            │   │   ├─Фейсал (Фейсал бин Турки) (р. 1975), глава Института глобальных стратегических исследований (GSSI; с 2007)
            │   │   ├─
Абд аль-Азиз
 (р. 1983), автогонщик, министр спорта (с 2020) 
            │   │   ├─Сауд
            │   │   ├─Мишаил
            │   │   └─Мудхи
            │   ├─2) Абдул-Рахман (1941—2014), военный и бизнесмен
            │   ├─3) 
Халид
 (р. 1940), поэт, губернатор 
провинции Асир
 (1971—2007), губернатор 
провинции Мекка
 (2007—2013) и (с 2015), министр образования (2013—2015) управляющий директор Фонда короля Фейсала   
            │   │   
+
 принцесса аль-Ануд 
            │   │   ├─
Бандар
 (р. 1965), председатель реформистского издания «Ал—Ватан» («Родина») 
            │   │   │ 
+
 аль-Ануд бинт Мухаммад бен Абдаллах бен Мухаммад аль-Сауд
            │   │   │ ├─Халид
            │   │   │ └─Фейсал
            │   │   ├─Султан
            │   │   └─Сауд, вице-председатель Саудитской экономической комиссии совместной с Швейцарией, Россией, Узбекистаном, Казахстаном, Грецией и др.
            │   │      
            │   └─Саад (1941—2017), инвестор и филантроп
            ├─3) 
Мухаммад
 «Абу Шарайан» («Отец двух зол») (1910—1988), губернатор 
провинции Эль-Мадина
 (1924—1965), наследник престола (1964—1965) отказался от наследования в пользу брата Халида
            │   ├─Фахд (1930—2015), отец казнённой принцессы 
Мишааль

            │   ├─Бандар (1934—2014)
            │   ├─Бадр, член Совета Преданности
            │   ├─Саад (ум.)
            │   ├─Абдаллах (ум.)
            │   └─Абд аль-Азиз
            ├─3) 
Халид (II)
 (1913—1982), король 
Саудовской Аравии
 (1975—1982)
            │   ├─Бандар (1935—2018)
            │   ├─Абдаллах, председатель Фонда короля Халида 
            │   ├─Фахд (ум.)
            │   ├─Сауд
            │   ├─
Фейсал
 (р. 1954), вице-губернатор 
провинции Асир
 (2003—2007), губернатор 
провинции Асир
 (2007—2018)
            │   └─Саад
            ├─4) 
Нассер
 (1919—1984), губернатор провинции 
Эр-Рияд
 (1938—1947)
            │   
+
 Моудди бинт Ахмад бин Мухаммад 
ас-Судайри
, сестра королевы Хассы 
ас-Судайри

            │   ├─
Турки
 (1948—2021), генерал-лейтенант, председатель Управления метеорологии и окружающей среды (2001—2013)
            │   │ 
            │   │ 
+
 Нура аль-Сауд (р. 1948), дочь наследного принца 
Султана аль-Сауда

            │   │ ├─Фейсал «Кахилан» (р. 1973), атташе посольства Саудовской Аравии в США
            │   │ │ 
+
 Рима бинт Бандар бин Султан бин Абдул-Азиз аль-Сауд
            │   │ │ └─Турки 
            │   │ └─Абдаллах
            │   └─Мухаммад (р. 1944), губернатор провинции 
Джизан
 (с 2000)
            ├─5) 
Саад
 (1915—1993)
            │      ├─
Мухаммед
 (р. 1944), заместитель губернатора 
Эль-Касима
 (1984—1992), заместитель губернатора провинции 
Эр-Рияд
 (2011—2013)
            │      └─Абдул-Азиз (р. 1968), заместитель губернатора 
Хаиля
,губернатор провинции Хаиль (с 2017)
            ├─5) 
Мусаид
 (1923—2013)
            │   ├─Халид (1942—1965), убит в перестрелке с полицией в начале 1960-х во время демонстрации
            │   └─
Фейсал
 (1944—1975), обезглавлен за то, что 25 марта 1975 года застрелил короля 
Фейсала

            ├─5) 
Абдул-Мухсин
 (1925—1985), губернатор провинции 
Эль-Мадина
 
            │   └─
Сауд
 (р. 1947), вице-губернатор 
провинции Мекка
 (1976—1992), исполняющий обязанности губернатора 
провинции Мекка
 (1992—1999), губернатор провинции 
Хаиль
 (1999—2017), посол Саудовской Аравии в Португалии (с 2021)
            ├─6) 
Фахд (I)
 (1920—2005), король 
Саудовской Аравии
 (1982—2005)
            │   
+
 1) аль-Ануд бинт Абдул-Азиз бин Мусаид 
аль-Джилюви
, 2) Джауза бинт Абдалла
            │   │ ибн Абдуррахман аль-Сауд (в разводе), 3) аль-Джаухара бинт Ибрагим аль-Ибрагим 
            │   ├─1) 
Фейсал
 (1946—1999), министр труда и министр по делам молодежи (1975—1999), председатель 
Федерации футбола Саудовской Аравии
 (1971—1999), председатель Олимпийского комитета Саудовской Аравии (1975—1999) председатель Национального антинаркотического комитета (1984—1999), член 
Международного олимпийского комитета
           
            │   │ ├─
Наваф
 (р. 1978), председатель 
Федерации футбола Саудовской Аравии
 (2011—2014), член 
Международного олимпийского комитета
 (2002—2014)
            │   │ └─Халид
            │   ├─1) Сауд (р. 1950), заместитель главы разведывательной службы страны (1985—2005)
            │   ├─1) 
Султан
 (р. 1951), глава Фонда благосостояния молодёжи и глава Олимпийского комитета страны (1999—2011)
            │   ├─1) Халид (р. 1958), филантроп
            │   ├─2) 
Мухаммед
 (1950—2025), губернатор 
Восточной провинции
 (1985—2013)
            │   │ 
+
 принцесса аль-Сауд, дочь наследного принца Наифа ибн Абд аль-Азиз аль-Сауд
            │   │ ├─
Турки
 (р. 1979), филантроп и член Совета министров саудовской Аравии.
            │   │ ├─Халед (р. 1984)
            │   │ └─Абд аль-Азиз (р. 1991)
            │   └─3) Абд аль-Азиз (р. 1973), в прошлом государственный министр без портфеля
            ├─6) 
Султан
 (1929—2011), министр сельского хозяйства (1953—1955), министр транспорта (1955—1963), министр обороны и авиации (1962—2011), второй вице-премьер (1982—2011), наследный принц (2005—2011)
            │   
+
 1) Moнерa бинт Абдуль-Азиз бин Мусад аль-Сауд (ум. 2011), 2) Хизаран, 
            │   │  3) Худа бинт Абдаллах аш-Шайх, 4) Абир бинт Фахд аль-Фейсал 
аль-Фархан
 аль-Сауд
            │   ├─1) 
Халид
 (р. 1949), заместитель министра обороны и авиации (до 1991 и с 2011), помощник министра обороны и авиации (2001—2011), 
фельдмаршал
, владелец газеты «
Аль-Хаят
»  
            │   │  
+
 1) (до 1978) Лулуа, дочь короля 
Фахда
, 2) Абир бинт Турки II ибн Абд аль-Азиз аль-Сауд
            │   │  ├─1) 
Фейсал
 (р. 1973), губернатор региона 
Эль-Худуд-эш-Шамалия
 с 2017 года
            │   │  ├─2) Фахд (р. 1985) 
            │   │  ├─2) Салман (р. 1993)
            │   │  ├─2) Мишаил
            │   │  └─2) 
Абдалла
 (р. 1988), представитель страны в ООН (2019—2020), посол в Словакии и Словении (с 2020)
            │   ├─2) 
Бандар "Бандар Буш"
 (р. 1949), посол в США (1983—2005), Генеральный секретарь Совета национальной безопасности (2005—2015)
            │   │  
+
 (1972) Хайфа бинт Фейсал (Хайфа аль-Фейсал), дочь короля 
Фейсала
 и королевы Иффат
            │   │  ├─
Халид
 (р. 1977), посол Саудовской Аравии в Германии (2017—2019), посол Саудовской Аравии в Великобритании (с 2019)
            │   │  ├─Фахад
            │   │  └─Азус
            │   ├─1) 
Фахд
 (р. 1950), губернатор провинции 
Табук
 (c 1987)
            │   ├─1) Фейсал (р. 1951), генеральный секретарь Фонда 
Султана ибн Абдель Азиза аль-Сауда

            │   ├─1) 
Турки
 (1959—2012), заместитель министра культуры и информации по вопросам информации
            │   │  в ранге министра (с 2011)
            │   │  └─Абд аль-Азиз
            │   ├─3) Сауд
            │   ├─3) Наиф (р. 1979)
            │   ├─3) Науваф
            │   ├─3) Бадр (р. 1980),  эмир 
Эль-Джауфа
 (февраль—декабрь 2018), заместитель губернатора 
Мекки
  (2018 —2023).
            │   ├─4) Фаваз
            │   ├─*) Ахмад (р. 1983), филантроп
            │   ├─*) Абдаллах
            │   ├─*) Абд аль-Маджид
            │   ├─*) Мохаммед
            │   ├─*) Мишаал (р. 1988)
            │   ├─*) Мансур
            │   └─*) 
Салман
 (р. 1976), помощник генерального секретаря Совета национальной безопасности, губернатор провинции Медина (с 2023)
            ├─6) 
Абдуррахман
 (1931—2017), заместитель министра обороны и авиации (1978—2011)
            ├─6) 
Наиф
 (1933—2012), губернатор провинции 
Эр-Рияд
 (1952—1955), министр внутренних дел (1975—2011), второй вице-премьер (2009—2011), наследник престола (2011—2012)
            │   
+
 1) Нура Алфаррадж Алсубайе (в разводе), 2) аль-Джаухара бинт Абд аль-Азиз бин Мусаид
            │   
аль-Джилюви
, 3) Маха бинт Мухаммад бин Ахмад 
ас-Судайри

            │   ├─1) Нуф
            │   ├─2) 
Сауд
 (р. 1956), вице-губернатор 
Восточной провинции
 (1992—2003), посол в Испании (2003—2011), председатель Суда кронпринца и специальный советник (2011—2013), губернатор Восточной провинции (с 2013)
            │   │  
+
 Абир бинт Фейсала бин Турки
            │   │  ├─
Абд аль-Азиз
  (р. 1983)
            │   │  └─Мухаммад
            │   ├─2) 
Мухаммад
 (р. 1959), министр по вопросам безопасности (1999—2012), наследник престола (2015—2017)
            │   ├─3) Науваф (р. 1988), бизнесмен
            │   ├─3) Мишаил
            │   └─3) Фахд
            ├─6) 
Турки II
 (1934—2016), вице-губернатор провинции 
Эр-Рияд
 (1957, 1960),  заместитель министра обороны (1969—1978)
            │   
+
 1) Нура бинт Абдалла аль-Абдель Рахман:
            │   ├─
Фахд
 (р. 1959), генерал-лейтенант, глава 
Сухопутных войск
 (2017—2020)
                ├─Фейсал (р. 1965), советник в министерстве нефти
            │   └─Султан (р. 1968), с 2004 под домашним арестом за оппозиционные заявления
            ├─6) 
Салман
 (р. 1936), губернатор в провинции 
Эр-Рияд
 (1962—2011), министр обороны (2011—2015), король (с 2015)
            │   
+
 1) Султана бинт Турки 
ас-Судайри
 (ум. 2011)
            │   ├─1) 
Фахд
 (1955—2001), вице-губернатор 
Восточной провинции
 (1986—1991), умер от сердечной недостаточности
            │   │ 
+
 Нуф бинт Халид бин Абдаллах аль-Абд ар-Рахман
            │   │ ├─Султан
            │   │ └─
Ахмад
 (р. 1986), заместитель губернатора Восточной провинции (2017—2023)
            │   ├─1) 
Ахмад
 (1958—2002), умер от сердечной недостаточности
            │   │ 
+
 дочь принца Мишаала бин Абд аль-Азиза
            │   ├─1) 
Султан
 (р. 1956), полковник ВВС в отставке, первый арабский астронавт (1985), генеральный секретарь Верховного комиссии по туризму (с 2000)
            │   │ 
+
 Хайя, дочь принца Сауда аль-Фейсала
            │   │ └─Салман (р. 1990)
            │   ├─1) 
Абд аль-Азиз
 (р. 1960), заместитель министра нефти и природных ресурсов (1995—2005), министр энергетики (с 2019)
            │   │ 
+
 Сара бинт Халид бин Mусаад бин Абд аль-Азиз (р. 1966)
            │   ├─1) 
Фейсал (р. 1970)
, профессор политологии в Университете короля Сауда, бизнесмен, губернатор провинции 
Медина
 (2013—2023)
            │   ├─2) Сауд (р. 1986), бизнесмен
            │   ├─3) 
Мухаммед
 (р. 1985), министр обороны (2015—2022), наследник престола (с 2017), премьер-министр (с 2022)
            │   ├─3) 
Турки
 (р. 1987), председатель 
Saudi Research and Marketing Group
 (2013—2014)
            │   ├─3) 
Халид
 (р. 1988), посол в США (2017—2019), заместитель министра обороны  (2019—2022) и министр обороны (с 2022)
            │   ├─3) Наиф (р. 1990)
            │   ├─3) Бандар (р. 1995)
            │   └─3) Ракан (р. 1997)
            ├─6) 
Ахмад
 (р. 1941/2), вице-губернатор 
провинции Мекка
 (1971—1975), заместитель министра внутренних дел (1975—2012)  
            │     │└─
Абдул-Азиз
 (р. 1963), бизнесмен, председатель 
Atheeb Group
 
            │     └─Турки
            ├─7) 
Мансур
 (1922—1951), министр обороны (1943—1951), умер от отравления алкоголем
            ├─7) 
Мишааль
 (1926—2017), министр обороны (1951—1956), специальный королевский советник (1957—1960), губернатор провинции 
Мекка
 (1963—1971), Председатель Совета Преданности (2007—2017)
            │   ├─Фейсал
            │   ├─Мухаммад (1947—2005)
            │   │ ├─Мишаал
            │   │ ├─Сауд
            │   │ ├─Мансур
            │   │ ├─Маджид
            │   │ ├─Султан
            │   │ └─Фейсал
            │   ├─Мансур
            │   ├─Абд аль-Азиз, бизнесмен
            │   │ ├─Мухаммад 
            │   │ └─Фахд
            │   ├─Турки
            │   ├─Халид (ум.)
            │   ├─Бандар
            │   │ └─Фейсал
            │   ├─Сауд
            │   └─Султан
            ├─7) 
Мутаиб
 (1931—2019), заместитель министра обороны (1951—1956), вице-губернатор 
провинции Мекка
 (1963—1971), министр по делам муниципальных и сельских административных образований (1975—2009)              
            │   └─
Мансур
 (р. 1952), заместитель министр муниципального и сельского хозяйства (2006—2009), министр муниципального и сельского хозяйства (2009—2015)
            │   
+
 Ибтисам бинт Язид бин Абдалла аль-Абд аль-Рахман
            │   ├─Мухаммед
            │   ├─Сауд
            │   └─Фейсал
            ├─8) 
Абдаллах (IV)
 (1924—2015), король 
Саудовской Аравии
 (2005—2015)
            │   
+
 1) Мунира бинт Абдаллах Аль аш-Шейх, *) Джавахир бинт Мухаммад, **) Тафи бинт Мишан аль-Фейсал аль-Джарба
            │   ├─1) Халид (р. 1950), почётный президент футбольного клуба 
«Аль-Ахли» (Джидда)

            │   │   
+
 Нура бинт Абдаллах бен Мухаммад 
аль-Сауд аль-Кабир

            │   │   ├─Фейсал (р. 1983)
            │   │   ├─Абд аль-Азиз (р. 1986)
            │   │   └─Сауд (р. 2009)
            │   ├─
Мутаиб
 (р. 1952/3), генерал, командующий Национальной гвардией Саудовской Аравии (2010—2017), государственный министр
            │   │   
+
 Джавахир бинт Абдаллах бен Абд ар-Рахман аль-Абд ар-Рахман
            │   │   ├─
Абдаллах
 (р. 1984), бронзовый призёр 
Олимпийских игр 2012 года

            │   │   ├─Саад 
            │   │   └─Халид
            │   ├─
Абдул—Азиз
 (р. 1962/3), королевский советник (1989—2011), заместитель министра иностранных дел (2011—2015)
            │   │ 
+
 Абир бинт Турки бин Насер аль-Сауд
            │   │ ├─Абдаллах
            │   │ ├─Садин
            │   │ └─Халид
            │   ├─**) 
Мишааль
 (р. 1970), губернатор 
провинции Наджран
 (2009—2013)  и 
провинции Мекка
 (2013—2015)
            │   ├─
Фейсал
, глава 
Красного Полумесяца Саудовской Аравии

            │   └─Бандар (р. 1999)
            ├─9) 
Бандар
 (1923—2019)
            │     ├─
Фейсал
 (р. 1945), губернатор 
провинции Эль-Касим
 (1992—2015) и губернатор 
Эр-Рияда
 ( с 2015)
            │     ├─
Халид
 (р. 1951),эмир 
Эр-Рияда
 (2013—2014), генеральный директор службы общей разведки (2014—2015)
            │     ├─ Турки, командующий 
ВВС
 (с 2018)
            │     ├─ Абдул-Азиз (р. 1961), заместитель главы внешней разведки (2004—2012)
            │     ├─ Мухаммед (род. 1965), бизнесмен
            │     ├─ Мансур, командир авиабазы имени принца Абдаллы в 
Джидде

            │     └─ 
Абдалла
 (р. 1986), заместитель губернатора 
Мекки
 (2017—2018) , глава Национальной гвардии (с 2018) 
            ├─9) 
Фавваз
 (1934—2008), губернатор провинций 
Эр-Рияд
 (1960—1961) и 
Мекка
 (1971—1980)
            ├─10) 
Бадр
 (1932—2013), заместитель командующего Национальной гвардией (1967—2010)
            │   └─Фахд, губернатор провинции 
Эль-Джауф
 (2001—2018)
            ├─10) 
Абдул-Илах
 (род. 1939), губернатор провинций 
Эль-Касим
 (1980—1992) и 
Эль-Джауф
 (1998—2001), королевский советник в ранге министра (с 2008)
            │   ├─Абд аль-Азиз (р. 1965), бизнсмен
            │   └─Абд аль-Маджид (р. 1993), президент Саудовского студенческого союза в Бостоне
            ├─10) 
Абдул-Маджид
 (1942—2007), губернатор провинций 
Табук
 (1980—1986), 
Эль-Мадина
 (1986—1999), 
Мекка
 (2000—2007)
            ├─11) 
Таляль
 (1932—2018), министр связи (1952—1955), совладелец 
News Corporation

            │   
+
 1) Умм-Фейсал, 2) (до 1968) Муана, дочь 
Риада ас-Сольха
, 
            │   3) Moудие бинт Абдуль-Мухсин Алангари, 4) Маждах бинт Турки 
ас-Судайри

            │   ├─1) Фейсал (1949—1991)
            │   ├─2) 
аль-Валид
 (р. 1955), международный инвестор, основатель и владелец 
Kingdom Holding Company

            │   │  
+
 Далал бинт Сауд бин Абд аль-Азиз Aмирa ат-Тауи
            │   │  └─
Халед
 (р. 1978), бизнесмен
            │   ├─2) Халед (р. 1962), бизнесмен
            │   │  
+
 (1988) Джаззи бинт 
Сауд ибн Абдель Азиз аль-Сауд

            │   │  ├─Валид (?—2020), умер после комы и травм в ДТП
            │   │  ├─Сауд 
            │   │  └─Мохаммед 
            │   ├─3) 
Турки
 (р. 1968), полковник авиации, губернатор провинции 
Асир
 (с 2018)
            │   │  └─
Абдул-Азиз
 (р. 1986), бизнесмен
            │   ├─4) Абд аль-Азиз (р. 1982), бизнесмен
            │   ├─4) Абдул-Рахман
            │   ├─4) Мансур
            │   ├─4) Мохаммед
            │   └─4) Maнсур
            ├─11) 
Навваф
 (1932—2015), в прошлом министр финансов и генеральный директор Разведывательной службы (
Al Mukhabarat Al A'amah
) (2001—2005), королевский советник по делам Персидского залива (1968—1975)
            │   
+
 1)?, 2) Джавахир аль-Алшейх 
            │   ├─1) 
Мохаммед
 (р. 1953), посол в Великобритании и Ирландии (2005—2018)
            │   │  
+
 Фадва бинт Халед бен Абдаллах аль-Сауд
            │   ├─2) Абд аль-Азиз (р. 1979), помощник главы разведки
            │   └─2) Фейсал (р. 1984), эмир 
Эль-Джауфа
 (с 2018)
            ├─12) 
Маджид
 (1938—2003), губернатор 
провинции Мекка
 (1980—1999)
            │   
+
 Нуф бинт Абдаллах аль-Фахд аль-Муханна
            │   └─
Мишаал
 (р. 1957), губернатор города 
Джидда
 (1997—2022)
            │     
+
 Джаухара бинт Халид бин Мусаид аль-Сауд 
            │     └─Халид
            ├─12) 
Саттам
 (1941—2013), вице-губернатор провинции 
Эр-Рияд
 (1968—2011), губернатор провинции 
Эр-Рияд
 (2011—2013)
            │   
+
 Шейха бинт Абдаллах бин Абдул-Рахман
            │   ├─Абд аль-Азиз,  советник короля Салмана
            │   └─
Фейсал
 (род. 1970),  посол в Италии (с 2017)
            ├─13) 
Тамир
 (1937—1958), покончил с собой или погиб в ДТП
            │      └─Фейсал (р. 1953), член Совета Верности
            ├─13) 
Мамдух
 (1940—2023), губернатор провинции 
Табук
 (1986—1987, отстранён королём  за неподчинение), директор Саудовского Центра стратегических исследований (1994—2004).
            │       └─Наиф (р. 1971), изобретатель
            ├─13) 
Машхур
 (р. 1942), тесть наследного принца Мухаммада
            ├─14) 
Мукрин
 (р. 1945), губернатор провинций 
Хаиль
 (1980—1999) и 
Эль-Мадина
 (1999—2005), генеральный директор Разведывательной службы (
Al Mukhabarat Al A'amah
) (2005—2012), наследник престола в 2015 году
            │   
+
 Абта бинт Хамуд ар-Рашид
            │   ├─Фахд, общественный деятель
            │   ├─Абд аль-Азиз 
            │   ├─Фейсал
            │   ├─
Турки
 (р. 1973), пилот и бизнесмен
            │   ├─
Мансур
 (1974—2017), заместитель эмира Асира (2013—2017) и советник кронпринца (2015—2017).
            │   └─Бандар
            └─15) 
Хамуд
 (1947—1994), бизнесмен
```